# محمد اسماعیلی (سیاستمدار)
محمد اسماعیلی نمایندهٔ دورهٔ نهم مجلس شورای اسلامی و عضو کمیسیون امنیت ملی و سیاست خارجی مجلس شورای اسلامی از حوزهٔ انتخابیهٔ زنجان و طارم در استان زنجان است.